# Paulette Lenert
Paulette Lenert (Ciudad de Luxemburgo, 31 de mayo de 1968) es una abogada y política luxemburguesa que ejerció como Vice primera ministra, Ministra de Sanidad y Ministra de Protección al Consumidor. Es miembro del Partido Socialista Obrero Luxemburgués.
Fue Ministra de Cooperación al Desarrollo y Asuntos Humanitarios del 5 de diciembre de 2018 al 4 de febrero de 2020.

## Biografía
Después de completar sus estudios clásicos en el Ateneo de Luxemburgo, Lenert se licenció en derecho privado y comercial en la Universidad Aix-Marseille III en 1991. Luego obtuvo una maestría en derecho europeo en la Universidad de Londres en 1992.
Fue admitida como abogada en el colegio de abogados de Luxemburgo en 1992. En 1994, pasó a ser agregada judicial del Ministerio de Justicia. De 1997 a 2010 fue primera jueza y vicepresidenta del Tribunal Administrativo de Luxemburgo. Fue la primera consejera de gobierno del ministro de Economía Solidaria entre 2010 y 2013.
En 2013, dirigió la recién creada Unidad de Facilitación para la Planificación Urbana y el Medio Ambiente. Tras la reorganización del gabinete de 2013, se incorporó al Ministerio de Función Pública como primera consejera de gobierno. Se convirtió en coordinadora general del ministerio en 2014. Además, fue designada como ejecutiva del Instituto Nacional de Administración Pública. Renunció a estos cargos cuando ingresó al gobierno.
El 5 de diciembre de 2018, después de las elecciones generales, Lenert se convirtió en ministro de Cooperación al Desarrollo y Asuntos Humanitarios y ministro de Protección del Consumidor dentro del ministerio de coalición formado por el Partido Democrático, el Partido Socialista Obrero y Los Verdes.
El 4 de febrero de 2020, tras la dimisión de Etienne Schneider, Lenert se convirtió en ministra de Sanidad. Asumió el Ministerio de Cooperación al Desarrollo y Asuntos Humanitarios en la misma fecha.
Vive en Mondorf-les-Bains, en el sureste de Luxemburgo.